# Ігнатов Володимир Григорович
Володимир Григорович Ігнатов (нар. 4 грудня 1935, село Удачне, тепер селище Покровського району Донецької області) — український радянський партійний діяч, 1-й секретар Донецького міськкому КПУ. Депутат Верховної Ради УРСР 11-го скликання. Член Ревізійної комісії КПУ в 1981—1986 роках. Член ЦК КПУ в 1986—1990 роках.

## Біографія
Закінчив Донецький політехнічний інститут.
У 1959—1971 роках — інженер, майстер, старший кербуд, головний інженер будівельного управління, начальник будівельного управління, головний інженер тресту «Донецькжитлобуд» № 1 Донецької області.
Член КПРС з 1966 року.
У 1971 — липні 1982 року — завідувач відділу Донецького міського комітету КПУ, 1-й секретар Калінінського районного комітету КПУ міста Донецька, 2-й секретар Донецького міського комітету КПУ.
У липні 1982 — 1989 року — 1-й секретар Донецького міського комітету КПУ.
З 1989 року — інспектор Донецького обласного комітету КПУ.
Потім — на пенсії.

## Нагороди
- ордени
- медалі